# Howe Island
Howe Island är en ö i Kanada.   Den ligger i provinsen Ontario, i den sydöstra delen av landet, 140 km söder om huvudstaden Ottawa.
Omgivningarna runt Howe Island är en mosaik av jordbruksmark och naturlig växtlighet. Runt Howe Island är det glesbefolkat, med 9 invånare per kvadratkilometer.